# Cazul plagiatului din teza de doctorat a lui Victor Ponta
Victor Ponta  a obținut titlul de doctor în drept din partea Universității București, în iulie 2003, cu teza intitulată „Curtea Penală Internațională”. Îndrumătorul științific al lucrării a fost Adrian Năstase, pe atunci premier în funcție.
La 18 iunie 2012, ediția online a revistei Nature a publicat știrea că Victor Ponta, „prim-ministrul României, a fost acuzat că ar fi copiat secțiuni mari ale tezei sale de doctorat în drept din 2003 din publicații anterioare, fără  să pună referințe exacte”. Acuzația era formulată pe baza unor documente compilate de un whistleblower anonim. „Ponta și-a obținut doctoratul la Universitatea din București în timp ce era Secretar de Stat în cabinetul Adrian Năstase, care a fost și supervizorul lucrării sale de doctorat”, scrie autorul.
Concomitent, imputația de plagiat a fost publicată și de cotidianul german Frankfurter Allgemeine Zeitung. Karl-Peter Schwarz, un jurnalist al acestui cotidian și autor al anchetei publicate de acesta, a comentat subiectul într-un interviu din 20 iunie 2012, în care a arătat că acest caz ar fi mai grav decât cel al politicienilor plagiatori din Germania și Ungaria, întrucât aceștia din urmă „nu ar fi copiat pagini întregi ale tezei, așa cum a făcut el”. Știrea din Nature, despre plagiat, a fost reluată de presa românească și internațională, în România Liberă,, HotNews.ro Financial Times Deutschland, The Guardian, săptămânalul Die Zeit, Il Messaggero (Italia), El Mundo (Spania), The Hindu (India), Le Monde, BBC. 
Un document publicat de TVR prezintă pasajele copiate din teza de doctorat în paralel cu textele sursă. Se constată că mare parte din lucrare a fost copiată, cuvânt cu cuvânt, din următoarele lucrări:
- Diaconu, D.: Curtea Penală Internațională, Istorie și Realitate, Editura All Beck, 1999;
- Crețu, V.: Drept Internațional Penal, Editura Tempus, 1996;
- Diaconu, I.: The International Criminal Court: A New Stage, Nicolae Titulescu Romanian Inst. International Studies, 2002;
- Duculescu, V.: prefață la lucrarea lui D. Diaconu, Curtea Penală Internațională, Istorie și Realitate.

În total ar fi vorba de 85 de pagini, conform Consiliului Național de Atestare a Titlurilor, Diplomelor și Certificatelor Universitare (CNATDCU), deși în presă se vehiculau cifre de la 30 până la circa 130 de pagini plagiate din aceste lucrări.
O analiză detaliată în paralel a textelor realizată de jurnaliștii de la România Liberă a indicat nu doar o preluare a părților informative, ci și a aprecierilor personale ale autorilor, a întrebărilor retorice puse de ei, a referirilor la texte mai vechi ale aceluiași autor, precum și greșeli de ortografie. Lucrarea de doctorat a fost apoi publicată sub formă de carte, cu o prefață semnată de chiar I. Diaconu (autorul uneia dintre cele trei lucrări plagiate), având-o coautoare pe Daniela Coman. Alte surse indică drept autor al prefeței pe Adrian Năstase.

## Context
Conform presei naționale din România, acuzațiile au apărut într-un moment politic intern agitat, pe fondul unei dispute între Guvernul și președintele României, pe tema nivelului de reprezentare a acelei țări în cadrul Consiliului European din 28 iunie 2012, la scurt timp după ce Parlamentul a decis ca premierul să fie cel care reprezintă țara la Consiliu și nu președintele.   În acest context, o parte a presei românești a adus în discuție ipoteza că aceste acuzații ar avea intenționat o miză politică, fiind menite să-l discrediteze pe premierul României înaintea Consiliului UE. Aceeași ipoteză a fost reluată și de publicația americană Huffington Post.
Andrei Pleșu s-a referit astfel la această presupusă problemă a contextului politic: 
„Mereu se spune în chestiunea plagiatului domnului Ponta: “a fost o manevră a lui Băsescu”. Domne’, o fi fost. Dar întrebarea e: a plagiat sau nu? E uimitoare această manevră de transfer a problemei reale și simple într-o complicată problemă politică. Eu sper că oamenii judecă clar și cu mintea lor ceea ce se vede. Plagiatul domnului Ponta nu este o ipoteză. Nu este un lucru discutabil, analizabil. E o evidență crasă.”

## Reacții

### Victor Ponta
În prima sa declarație pe această temă, Victor Ponta a spus că el consideră o performanță faptul că, într-o lucrare de 410 pagini, a plagiat 30 dintre ele: „lucrarea dl. Diaconu are 30 de pagini, este o lucrare foarte bună, în care se face o scurtă descriere. Eu în 410 pagini am plagiat 30 de pagini, e o performanță.” Tot Victor Ponta a mai declarat unui reporter că „reglementările privitor [sic!] la citarea în ghilimele sunt ulterioare anului 2003”; în realitate, citarea în ghilimele este o practică academică bine cunoscută, care datează de cel puțin 100 de ani. 
Mai târziu, Victor Ponta s-a repliat și a declarat că nu ar fi plagiat ci că „această chestiune a apărut după izbucnirea conflictului cu președintele cu privire la cine să meargă la Consiliul European. Am început teza în 1999 și, de atunci, am fost ministru de două ori, în guverne diferite, vicepreședinte al Parlamentului și sunt lider al partidului de doi ani deja. Am respectat toate normele existente în România. Am cerut Comisiei de Etică a Ministerului Educației să verifice acuzațiile și sunt convins că se va demonstra că nu sunt vinovat. Din păcate, este vorba de un atac politic din partea președintelui, după ce am anunțat că merg la reuniunea de la Bruxelles.”
Victor Ponta a declarat cotidianului spaniol El País că va demisiona dacă se va dovedi că lucrarea sa este plagiată. După decizia CNATDCU, Victor Ponta nu a demisionat, afirmând în schimb despre ea că ar fi „O mizerie politică ... o execuție mafiotă.”

### Autorii plagiați
La 23 iunie 2012, într-o scrisoare deschisă publicată online de RTV, profesorul Ion Diaconu a susținut că lucrările sale nu au fost plagiate în teza de doctorat a lui Ponta și că acest fapt poate fi evaluat cu ușurință de specialiștii în drept. El mai susține că „Prezentarea unor fragmente disparate, fără precizarea clară a contextului și fără a se ține cont de specificul lucrărilor din domeniul dreptului, reprezintă clar semne ale unei intenții negative, menită doar a susține mediatic un atac nefondat”.

### Comunitatea academică
Tot la 23 iunie 2012, asociația Ad Astra a cerut „demisia imediată a d-lui Ponta din funcția de prim ministru și din toate funcțiile publice deținute”, făcând referință la dezonoarea unui plagiator, care se răsfrânge asupra întregii societăți pe care el o reprezintă: „întârzierea demisiei d-lui Victor Ponta înrăutățește situația României, oră de oră și zi de zi”.. Știrea a fost reluată și de Salzburger Nachrichten, cu titlul „Universitarii cer demisia premierului român”, precizând că petiția a fost semnată de peste 5000 de oameni de știință români, unii de renume, activi în țară dar și la Cambridge, Oxford sau Freiburg, și citează în germană că „dincolo de aspectele penale, plagiatul este în primul rând o rușine. El trimite la lenea, escrocheria, incompetența și dorința de a se ajunge, ale unui parvenit.”. De asemenea, această asociație și-a expus punctul de vedere privind dreptul la replică publicat de Nature: „Pe lângă greșeli de limbă și erori factuale, acest răspuns denotă o profundă desconsiderare a onorabilității ce caracterizează cititorii acestei prestigioase reviste [Nature], precum și o impardonabilă ignorare a aspectelor tehnice legate de calitatea de autor în lumea academică”..
Filologul și profesorul universitar Rodica Zafiu a analizat lucrarea și și-a exprimat dezaprobarea față de plagiatul săvârșit de Ponta, afirmând ca un astfel de tip de copiere cu minime modificări nu poate fi decât un plagiat.. Rodica Zafiu a făcut parte din Consiliul General al Consiliului Național de Atestare a Titlurilor, Diplomelor și Certificatelor Universitare (CNATDCU), până când acesta a fost desființat prin ordinul ministrului interimar al Educației din guvernul Ponta, Liviu Pop.
În 16 iulie 2012, o comisie tehnică a Consiliului Național de Etică a decis că Victor Ponta nu și-a plagiat teza de doctorat și că a respectat „toate cerințele academice” din 2003. Comisia a mai afirmat că lucrarea „respectă cerințele academice din acea perioadă și este comparabilă din punct de vedere al acestor cerințe cu alte teze de doctorat susținute în acea perioadă”, conform raportului făcut de Comisie pentru Consiliul Național de Etică.
Comisia a precizat totuși că există „unele deficiențe” în trimiterile bibliografice în interiorul capitolelor tezei de doctorat dar că „nu se poate aprecia că doctorandul Victor Ponta și-ar fi însușit paternitatea unor idei, concepte, modele care nu-i aparțineau și le-ar fi prezentat drept contribuții personale originale”.
Ministrul Educației, doamna Ecaterina Andronescu a afirmat pentru Agerpres că această comisie tehnică este formată din specialiști în drept.
În 29 iulie 2012, membri ai comunității academice (din Universitățile București, Cluj și din străinătate) au semnat o scrisoare deschisa, prin care susțin deciziile comisiilor care au dat verdictele de plagiat in cazul Ponta, și în care îl acuza pe primul ministru de utilizarea aparatului guvernului și a unor tertipuri procedurale, pentru a mușamaliza un fapt evident: plagiatul său.
La 15 august 2012, revista Nature a publicat online un editorial despre „practica plagiatului, aparent endemică în România și frecventă în rândurile clasei politice din Europa” și știrea că oamenii de știință români au inițiat un „forum de recenzie independent”, numit Integru, pentru a combate plagiatul. Știrea a fost reluată în presa românească (Adevărul) în ziua următoare.

### Guvern
La 19 iunie 2012, revista Nature a primit de la biroul de presă al Guvernului României o scrisoare (drept la replică) pe care a publicat-o ca update la nota din 18 iunie 2012. În acest drept la replică se precizează faptul că ”Victor Ponta este acuzat că ar fi preluat, fără menționarea surselor, pasaje extinse din lucrări semnate de profesorii Dumitru Diaconu, Ion Diaconu și Vasile Crețu. Menționam că în bibliografie - iar dovadă stă chiar teza de doctorat - au fost trecute ca surse toate lucrările de plagierea cărora este acuzat.”

## Investigarea acuzației de plagiat
În iunie 2012 acuzația de plagiat adusă premierului Victor Ponta urma să fie analizată de Comisia de Etică a Universității din București și de Facultatea de Drept, care urmau să constituie o comisie formată din experți internaționali. Acuzat de plagiat, premierul român nu intenționa să demisioneze: „Nu mă gândesc nicio secundă să cedez în ceea ce eu consider că este o bătălie politică personală cu președintele Traian Basescu.”
Pe 29 iunie 2012, Consiliul Național de Atestare a Titlurilor, Diplomelor și Certificatelor Universitare (CNATDCU) a decis oficial că Victor Ponta a plagiat în lucrarea sa de doctorat. El ar fi copiat cuvânt cu cuvânt 85 de pagini.
Victor Ponta s-ar folosi de poziția sa de prim ministru pentru a împiedica pe orice cale decizia CNATDCU. Astfel, prin ministrul educației s-a schimbat regulamentul comisiei, cu doar o zi înainte de întrunirea ei (publicarea deciziei în monitorul oficial realizându-se însă doar a doua zi, după începerea ședinței - relatare FAZ). Astfel, cu toate că constatarea plagiatului este simplă și, după cum arăta jurnalistul Cristian Tudor Popescu, „oricine știe să scrie și să citească poate constata acest lucru”, prin acțiunile guvernului controlat de Ponta, actul oficial de constatare a plagiatului lui Victor Ponta a fost contestat.
După pronunțarea imputației de plagiat, CNATDCU și profesori universitari din componența ei au fost atacați de către cercuri guvernamentale: astfel, Victor Ponta ar intenționa, după declarațiile ministrului educației, să dea în judecată comisia, cerând daune morale, iar PSD (partidul condus de Ponta) a acuzat șeful comisiei că ar fi obținut finanțări ilegale, ceea ce s-a dovedit repede a fi fals. În aceeași zi, ministrul de interne Ioan Rus, a luat apărarea premierului Victor Ponta, afirmând: „De la Aristotel și Platon, toți cei care au scris teze de doctorat pe filosofie, pe politică, pe științe sociale, toți au plagiat. Repet, de la Aristotel încoace și Platon, pe tehnic de la Newton  și Einstein, toată lumea a plagiat”. Presa românească și internațională a reacționat vehement la părerea ministrului Rus.
Presa internațională comentează negativ despre situația creată de plagiatul primului ministru, și vorbește de „forme endemice de necinste în România” (Washington Post, Herald Sun, Newsweek).
La 2 iulie 2012, revista Nature a revenit cu o notă despre raportul CNATDCU și despre intervenția ministrului interimar Liviu Pop care a amenințat Consiliul cu datul în judecată. Revista menționează și o scrisoare trimisă de 16 autori și intelectuali români Uniunii Europene, prin care aceștia și-au exprimat îngrijorarea privind impactul asupra reputației societății românești în ansamblu, cât și petiția semnată de peste 1000 de academici români, în care este susținută poziția CNATDCU.
Conform presei, pe 17 iulie 2012, Comisia de Etică a Universității din București ar fi decis în unanimitate că este vorba de un plagiat, universitatea considerând că îi poate retrage titlul de doctor, procedură care mai cere niște zile. O notă din România Liberă dezminte această informație. Teoretic, rectorul poate decide „anularea diplomei, cu avizul senatului universitar, în baza hotărârii Comisiei de Etică”.
Consiliul Național de Etică a decis pe 18 iulie 2012 că Ponta nu a plagiat.
„consiliul a fost primenit de fostul ministru interimar Liviu Pop, în așa fel încât rezultatul unei simulări de analiză a lucrării să poată fi controlat.”—Cristina Olivia Moldovan, Evenimentul Zilei
Pe data de 20 iulie 2012 Comisia de Etică a Universității din București a decis că Victor Ponta a plagiat intenționat, găsindu-se pasaje copiate pe 115 pagini din cele 297 (și anume teza excluzând prefața lui Adrian Năstase și anexele). În aceeași zi, revista Nature a relatat despre verdictele contradictorii date de comisia de etică a Guvernului și comisia de etică a Universității.
| Consiliu/Comisie                               | Verdict      |
| ---------------------------------------------- | ------------ |
| CNATDCU                                        | a plagiat    |
| CNE                                            | nu a plagiat |
| Comisia de Etică a Universității din București | a plagiat    |
| Raportul științific al trei profesori de drept | a plagiat    |

Senatului Universității din București i-a fost prezentat raportul științific al trei profesori de drept, de la Sorbona, Universitatea din Strasbourg și Universitatea din București, care au conchis că e vorba de un plagiat vădit, cu încălcarea voită a normelor universitare. Senatul i-ar putea cere ministerului educației aplicarea măsurilor legale pentru plagiat. O comisie juridică a universității caută calea legală pentru retragerea titlului de doctor al lui Ponta.

### Amenințări cu represalii
Academicianul ieșean Viorel Barbu, membru in CNATDCU, care a dat verdict de plagiat pentru Victor Ponta, a denunțat presiunea politică pusă asupra forului și a declarat că a fost amenințat cu închisoarea.
PSD, partidul condus de Ponta, a lansat un atac la adresa academicilor care au analizat lucrarea de doctorat, în care a afirmat despre același academician Viorel Barbu, cât și despre Dragoș Ciuparu, un alt membru al forului, că ar fi membri PDL, sugerând că decizia ar fi motivată politic. Conducerea Universității Alexandru Ioan Cuza din Iași, unde activează academicianul, s-a declarat „consternată” de „atitudinea ireverențioasă” a persoanelor din mediul politic față de activitatea instituțiilor academice independente de evaluare.
Ecaterina Andronescu, ministrul educației, a afirmat că dacă e vorba de un plagiat se poate ajunge la desființarea școlii de doctorat. Conform Evenimentului Zilei, „rectorul instituției crede că aceasta este o formă de presiune.”

## Rezolvarea juridică a acuzațiilor de plagiat, neînceperea urmăririi penale
O primă decizie de plagiat a fost „desființată” prin ordin de ministru odată cu organismul care a dat-o, Consiliului Național de Atestare a Titlurilor, Diplomelor și Certificatelor Universitare.
O a doua, cea a Consiliului de Etică al Universității din București, nu a fost luată în seamă pe motiv că forul nu avea competența de judecată.
Consiliul de etică de pe lângă Ministerul Educației a decis însă că teza respecta legislația din 2003, când a fost susținută, iar Parchetul lui Tiberiu Nițu a dat un NUP, pe baza expertizei Oficiului Român pentru Drepturi de Autor, potrivit căruia plagiatul nu poate fi dovedit, printre altele, pe motiv că fonturile folosite la redactare sunt altele. Autorii din care se presupune că Victor Ponta ar fi plagiat, Ion Diaconu și Vasile Crețu au declarat în fața procurorilor că nu se consideră a fi prejudiciați în niciun fel și că nu doresc să depună plângere. Cel de-al treilea autor, Dumitru Diaconu, nu a consimțit să fie audiat în cauză. Deoarece încălcarea dreptului de autor nu poate fi cercetată decât din perspectiva titularului acestui drept, este nevoie ca persoanele care dețin calitatea de autori ai operei originale să susțină existența încălcării, ceea ce, în speță nu se confirmă. Exercitarea dreptului de autor, cât și a celui de a se opune oricărui act de uzurpare este lăsat la aprecierea suverană a autorului, ca prerogativă exclusivă și absolută. În ceea ce privește citarea autorilor, s-a concluzionat că aceasta respectă dispozițiile art. 33 alin. 4 din Legea nr. 8 din 1996, la secțiunea „repere bibliografice” menționându-se (indicându-se) sursele și numele autorilor. Mai mult decât atât, prin note se subsol, au fost făcute referiri la operele și autorii din care s-au citat anumite fragmente, indicându-se faptul că au fost preluate ideea și o parte din forma de exprimare. De altfel, în rezoluția de neîncepere a urmăririi penale, procurorul de caz citează din Decizia nr, 8 din 11.01.2011 pronunțată de Înalta Curte de Casație și Justiție: „limbajul juridic este caracterizat de uniformitate, el neputând fi folosit în mod diferit, ci reclamând o preluare întocmai de către utilizatori (...) se reține că în astfel de lucrări originalitatea este atenuată de forma de exprimare a ideilor sau de redare a informațiilor, ce conțin un limbaj de specialitate, aproape standardizat”. Procurorul adaugă „În urma analizei comparative a operelor s-a constatat că lucrarea în litigiu are o structură proprie, care exprimă amprenta personală a autorului și nu se aseamănă ca tot unitar cu vreuna din lucrările presupus a fi plagiate. Aceste aspecte, coroborate cu împrejurarea că dreptul la paternitatea unei opere nu poate fi privit separat de dreptul la integritatea acesteia conduc la concluzia că Victor Ponta, prin conceperea și publicarea lucrării nu și-a însușit calitatea de autor al operelor (...) Aspectele sesizate prin denunțul formulat nu s-au confirmat, motiv pentru care fapta nu există”. Contestația formulată de Adrian Papahagi, Mihail Neamțu si Augustin Ofițeru (denunțători în cauză), prin care au cerut infirmarea soluției de neîncepere a urmăririi penale și redeschiderea dosarului, a fost respinsă atât de procurorul ierarhic superior, cât și de Înalta Curte de Casație și Justiție.

## Pierderea titlului doctoral
În decembrie 2014, Victor Ponta a anunțat într-o scrisoare deschisă că renunță oficial la titlul de doctorat.
În 2016, lui Victor Viorel Ponta i s-a retras în cele din urmă în mod oficial titlul de doctor, în urma unei noi investigații urmată de decizia de plagiat din partea Consiliului Național de Atestare a Titlurilor, Diplomelor și Certificatelor Universitare (CNATDCU).

## Cazul plagiatului din volumul „Răspunderea în dreptul internațional umanitar”
La data de 23 august 2012, Mihail Neamțu, Adrian Papahagi și Augustin Ofițeru au depus la Parchetul de pe lângă Înalta Curte de Casație și Justiție, o plângere penală împotriva lui Ponta Victor Viorel. Autorii plângerii penale au solicitat Parchetului să procedeze la efectuarea cu celeritate a cercetărilor penale sub aspectul săvârșirii infracțiunii de plagiat, prevăzută de art. 141 din Legea 8/1996, cu referire la lucrarea "Răspunderea în dreptul internațional umanitar", publicată la Editura Universul Juridic în anul 2010. Parchetul a decis neînceperea urmăririi penale în baza unei expertize ORDA, instituție aflată în subordinea Guvernului României, ignorând toate celelalte expertize disponibile. Parchetul a respins de asemenea contestația împotriva rezoluției de neîncepere a urmăririi penale, făcută de cei trei denunțători la procurorul ierarhic superior procurorului de caz. Ca urmare, Mihail Neamțu, Adrian Papahagi și Augustin Ofițeru au contestat în instanță decizia Parchetului General prin plângere adresată Înaltei Curți de Casație și Justiție.
Grupul celor trei a semnalat în vara anului 2013 un alt caz de posibil plagiat după volumul „La Cour Penal Internationale”, semnat de William Bourdon si Emmanuelle Duverger, volum aparut in 2000 la Paris la editura Seuil, Collection Points, caz documentat în detaliu în septembrie 2013. Filologul și eseistul Adrian Papahagi a semnalat premierului francez Jean-Marc Ayrault  cu ocazia vizitei acestuia în România, faptul că  în volumul Răspunderea în dreptul internațional umanitar, scris de Victor Ponta în colaborare cu Daniela Coman, sunt preluate  — fără citarea sursei  — pasaje întregi din volumul „La Cour pénale internationale – Le statut de Rome”, scris de avocatul francez William Bourdon, expert în apărarea drepturilor omului, în colaborare cu Emmanuelle Duverger. Din documentul în care sunt prezentate în paralel, pe două coloane, pasajele relevante din lucrarea originală și cea plagiată, rezultă, pe lângă extensia plagiatului, și faptul că au fost preluate amănunte pe care autorii români nu aveau cum să le cunoască din alte surse la acea dată.